# Szank
Szank là một thị trấn thuộc hạt Bács-Kiskun, Hungary. Thị trấn này có diện tích 74,83 km², dân số năm 2010 là 2465 người, mật độ 33 người/km².